# Любити…
«Любити …» — радянсько-ізраїльський художній кінофільм 1968 року, знятий режисером Михайлом Каліком, що поєднує в собі елементи ігрового і документального кінематографа. Згідно з визначенням творців картини в титрах, жанр фільму — «кілька незвичайних історій з  анкетою і спостереженнями».

## Сюжет

### Новела перша
У дощовий день в квартирі під магнітофонний запис танцюють і розмовляють три пари. Самотній молодий чоловік сидить з книгою і розмірковує вголос. Раптом музика закінчується, і чується записаний на плівку діалог чоловіки і жінки. Жінка зізнається в коханні чоловікові. Молоді люди стоять поруч з магнітофоном і слухають.

### Новела друга
(заснована на розповіді В. Сапожникова «Перші півні»)
Зимового вечора юнак на ім'я Сергій прощається з дівчиною і в піднесеному настрої йде зав'юженим Ленінградом. На пам'ятнику Петру I він уявляє Хуртовину у вигляді дівчини і запрошує на танець. Потім сідає в трамвай, де бачить кондукторку, що плаче. Він намагається заспокоїти її, а потім проводжає додому. Аня (так звуть дівчину) розповідає, що її кинув коханий, змусивши перед цим зробити аборт. Сергій розбиває його портрет і переконує Аню забути його.

### Новела третя
(заснована на розповіді Ю. Казакова «Осінь в дубових лісах»)
На вокзалі прощаються чоловік і жінка. Чоловік намагається порозумітися з жінкою, вмовляє залишитися ще на кілька днів в Москві, говорить про зустріч на Півночі, куди повертається жінка. Вони їдуть на таксі в пошуках готелю, однак ніде немає місць. Вони змушені бродити по місту, заходять в під'їзд, але їх виганяє двірничка. Їдуть за місто, п'ють вино. Розуміючи, що провести час наодинці їм ніде, під ранок повертаються на вокзал. Жінка сідає в вагон. Про зустріч вони вже не домовляються. Чоловік йде. Жінка дивиться йому вслід.

### Новела четверта
(заснована на новелі «Літні степові ночі» з роману І. Друце «Тягар нашої доброти»)
Село десь в Молдавії. Пізно ввечері молодий хлопець Мірча повертається додому на возі з сіном. По дорозі він зустрічає дівчину Нуцу, яка явно чекає його і яка йому теж подобається. Провівши ніч разом, молоді люди вранці повертаються в село. Він під'їжджає до свого будинку. Батько бачить дівчину, що сховалася в сіні. Збентежений Мірча повідомляє батькам, що це їх невістка. Сюжет закінчується сценами молдовського весілля.

## У ролях
Новела перша:
- Олексій Ейбоженко —  хлопець на вечірці
- Маріанна Вертинська —  дівчина на вечірці
- Ігор Кваша —  Ігор, гість на вечірці
- Катерина Васильєва —  подруга Ігоря
- Андрій Миронов —  хлопець на вечірці
- Анастасія Вознесенська —  дівчина з глобусом
- Валентин Нікулін —  самотній гість
- Валентина Караваєва —  жіночий голос з магнітофона

Новела друга:
- Сергій Гурзо —  Сергій
- Наталія Четверикова —  Віра, дівчина Сергія
- Аліса Фрейндліх —  Аня
- Людмила Вагнер —  Хуртовина

Новела третя:
- Світлана Світлична — дівчина з півночі
- Лев Круглий —  москвич
- Наум Кавуновський —  адміністратор в готелі
- Єлизавета Нікіщихіна — двірничка

Новела четверта:
- Антоніна Лефтій —  Нуца
- Георге Швіткі —  Мірча
- Михайло Бадикяну —  Морару

Документальні кадри:
- Тетяна Журавльова —  дівчина в кафе

## Знімальна група
- Сценарій: Михайло Калік, за мотивами оповідань Іона Друце, Авнера Зака і Ісая Кузнецова, Юрія Казакова, Володимира Сапожникова.
- Режисер: Михайло Калік
- Головний оператор: Дмитро Моторний
- Композитор: Мікаел Тарівердієв
- Текст пісні: Євген Євтушенко
- Режисер хроніки: Інна Туманян
- Оператор хроніки: Аркадій Кольцатий
- Художники: С. Булгаков, А. Роман
- Звукооператор: Ю. Оганджанов
- Режисер: І. Сосланд
- Оператор: Володимир Брусін
- Редактор: А. Конунов
- Асистенти режисера: В. Бурлаку, Л. Лисенко
- Асистенти оператора: В. Ішутін, В. Одольський, А. Чуш
- Грим: Наум Маркзіцер
- Монтажер: Ж. Дубчак, Н. Купцова
- Інструментальний ансамбль під керуванням В. Людвіковського
- Інструментальний ансамбль під керуванням Анатолія Васильєва («Співочі гітари»)
- Директор: М. Щербак